# Koh Seung-jin
Koh Seung-jin (koreanisch 고승진; * 10. Oktober 2000) ist ein südkoreanischer Fußballspieler.

## Karriere
Koh Seung-jin erlernte das Fußballspielen in der Nippon Bunri University im japanischen Ōita. Seinen ersten Vertrag unterschrieb er am 1. Februar 2023 bei Giravanz Kitakyūshū. Der Verein aus Kitakyūshū, einer Stadt in der Präfektur Fukuoka, spielte in der dritten japanischen Liga. Sein Drittligadebüt gab Koh Seung-jin am 5. März 2023 (1. Spieltag) im Heimspiel gegen den FC Gifu. Bei dem 1:1-Unentschieden wurde er in der 66. Minute für Shun Hirayama eingewechselt.